# Kyle Alexander (Skirennläufer)
Kyle Alexander (* 17. März 1999 in North Vancouver, British Columbia) ist ein kanadischer Skirennläufer.

## Karriere
Sein erstes FIS-Rennen bestritt Alexander am 2. Februar 2015 bei einer Abfahrt in Nakiska. In den darauffolgenden Jahren startete er hauptsächlich bei FIS-Rennen in Kanada und den USA, sowie im Nor-Am Cup. 2019 nahm er erstmals an einem internationalen Großereignis, den Juniorenweltmeisterschaften in Val di Fassa teil, wobei er mit Rang 16 in der Abfahrt seine beste Platzierung erreichte.
Einen ersten großen Erfolg konnte Alexander in der Saison 2021/22 des Nor-Am Cups. Er siegte in der Super-G-Wertung, wurde zweiter in der Kombinationswertung und dritter in der Abfahrtswertung, wodurch er einen Fixstartplatz im Super-G für die Weltcupsaison 2022/23 erhielt. Am 27. November 2022 gab Alexander beim Super-G von Lake Louise sein Weltcupdebüt, wobei er allerdings ausschied. Insgesamt gelang Alexander keine einzige Platzierung unter den besten 30 in seiner ersten Weltcupsaison, am nächsten kam er den Punkterängen in Wengen mit Platz 34.
Im Winter 2023/24 startete Alexander deshalb wieder hauptsächlich im Nor-Am Cup. Und diese Entscheidung erwies sich als ideal, denn er siegte sowohl in der Abfahrts- als auch Super-G-Wertung, wodurch er in beiden Disziplinen Fixstartplätze für die Weltcupsaison 2024/25 ergattern konnte.
Am 28. Januar 2024 gewann Alexander als 30. beim Super-G von Garmisch-Partenkirchen seine ersten Weltcuppunkte.

## Privates
Sein zwei Jahre älterer Bruder Cameron Alexander ist ebenfalls als Skirennläufer aktiv.

## Erfolge

### Weltcup
- Eine Platzierung unter den besten 30

### Juniorenweltmeisterschaften
- Val di Fassa 2019: 16. Abfahrt, 29. Super-G, DNF Riesenslalom, DNF Slalom, DNF Alpine Kombination

### Nor-Am Cup
- Saison 2019/20: 3. Abfahrtswertung, 8. Super-G-Wertung
- Saison 2021/22: 1. Super-G-Wertung, 2. Kombinationswertung, 3. Abfahrtswertung, 4. Gesamtwertung
- Saison 2023/24: 1. Abfahrtswertung, 1. Super-G-Wertung, 5. Gesamtwertung
- 13 Podestplätze, davon 7 Siege

| Datum             | Ort                | Land               | Disziplin          |
| ----------------- | ------------------ | ------------------ | ------------------ |
| 10. Dezember 2021 | Lake Louise        | Kanada             | Super-G            |
| 10. Februar 2022  | Whiteface Mountain | Vereinigte Staaten | Super-G            |
| 10. Februar 2022  | Whiteface Mountain | Vereinigte Staaten | Super-G            |
| 10. Februar 2022  | Whiteface Mountain | Vereinigte Staaten | Alpine Kombination |
| 6. Dezember 2023  | Copper Mountain    | Vereinigte Staaten | Abfahrt            |
| 7. Dezember 2023  | Copper Mountain    | Vereinigte Staaten | Abfahrt            |
| 23. Februar 2024  | Whiteface Mountain | Vereinigte Staaten | Super-G            |

### Europacup
- 2 Platzierungen unter den besten 15

### South American Cup
- Eine Platzierung unter den besten 30

### Weitere Erfolge
- 4 Siege bei FIS-Rennen
- Kanadischer Meister im Super-G (2023)
- Kanadischer Vizemeister in der Abfahrt (2020)
- Bronze bei den kanadischen Meisterschaften im Riesenslalom (2021)
- Bronze bei den kanadischen Meisterschaften im Slalom (2020)